# شیخ‌لر (گوینوجک)
شیخ‌لر (به ترکی استانبولی: Şeyhler) یک منطقهٔ مسکونی در ترکیه است که در گوینوجک واقع شده‌است.